# Феддер, Стеен
Стеен Феддер (дат. Steen Fedder; род. 14 июня 1951) — датский шахматист, международный мастер (1982).
В составе сборной Дании участник 3-х Олимпиад (1978—1982) и 8-го командного чемпионата Европы (1983) в Пловдиве.

## Изменения рейтинга
| Графики недоступны из-за технических проблем. См. информацию на Фабрикаторе и на mediawiki.org. |